# Guzmán Quintero Torres
Guzmán Quintero Torres (El Carmen, 10 de mayo de 1965-Valledupar, 16 de septiembre de 1999) fue un periodista y escritor colombiano. 

## Biografía
Fue asesinado el 16 de septiembre de 1999 después de escribir una serie de artículos dos meses antes de su muerte, en los que denunció la participación de algunos miembros del Ejército Nacional de Colombia en el asesinato erróneo de dos mujeres (una de ellas embarazada) e hirió a unos ocho niños después de confundirlos con guerrilleros en los corregimientos de Patillal y Río Seco.
Para cuando Quintero Torres fue asesinado por grupos paramilitares, principalmente las AUC se encontraban en medio de una lucha por el poder territorial y el control contra las guerrillas FARC-EP y ELN. Ambas partes persiguieron a civiles que creían que apoyaban al otro grupo. Los paramilitares atacaron a los partidarios de la guerrilla y ayudantes, ONG de derechos humanos que expresaron críticas, a veces junto con miembros activos del Ejército Nacional de Colombia, vínculos que Quintero también había denunciado en sus artículos. Quintero denunció constantemente la participación de los parapolíticos contra líderes sindicales, campesinos, políticos y grupos de expertos desde el asesinato de Amparo Leonor Jiménez, defensora de la paz, que trabajaba para una ONG llamada Red de Iniciativas por la Paz.
Su cuerpo fue enterrado en el cementerio Jardines del Ecce Homo de Valledupar, su padre ofreció un discurso:

Uno cría hijos para que le sirvan a la sociedad y la sociedad nos lo devuelve despojo. Qué tristeza, Quintero sacó a relucir la fortaleza de su estirpe santandereana, y sin una lagrima y sin que le quebrara la voz pido que ojalá mi hijo sea el último muerto, porque ya debe ponérsele freno a esta carrera de sangre. Atravesamos por un momento de desesperanza, pero en medio de dolor uno observa todas estas muestras de solidaridad, de respaldo de la gente, que prueban que estamos recogiendo el fruto de lo que hemos sembrado.

Su asesinato fue declarado crimen de lesa humanidad en el 2019.